# Eupithecia despicienda
Eupithecia despicienda là một loài bướm đêm trong họ Geometridae.